# لدخی
 لدخی  روستای کوچکی از توابع  بخش مرکزی شهرستان خمیر در شهرستان خمیر در استان هرمزگان ایران است. 

## محدوده لدخی
از شمال کونه، از جنوب تهر، از مغرب لمزان، و از سمت مشرق به کوردان   محدود می‌گردد. 

## جمعیت
دارای ۴۵ نفر (۱۵ خانوار)  نفر جمعیت است
که از اهل سنت و از شاخه شافعی هستند یعنی از پیروان امام محمد ادریس شافعی هستند. 
دارای مسجد، دبستان، آب‌انبار (برکه) است.

## پیشه
پیشهٔ بیشتر مردم کشاورزی، دامداری، و تجارت است.
دارای ۲۵۰ اصله نخل دیم و ۱۰۰ من زمین  زیر کشت است.